# Левин, Борис Наумович
Бори́с Нау́мович Ле́вин (5 мая 1919, Чернигов, Украина — 28 июня 2002, Полтава, Украина) — русский и украинский писатель.

## Биография
Родился 5 мая 1919 года в Чернигове в еврейской семье.
В 1941 году окончил Нежинский педагогический институт.
Участник Великой Отечественной войны. Награждён орденами и медалями.
Занимался педагогической и журналистской работой.
С 1953 года и до последних минут жизни жил и работал в Полтаве. Умер 28 июня 2002 года.
Роман писателя «Весёлый мудрец» (кн. 1—3, 1972—1987) — о жизни, литературно-общественной и педагогической деятельности И. Котляревского (роман «Весёлый мудрец», кн. 1—7, полная редакция — 1990, Киев, издательство «Днепр»).
Б. Н. Левин — соавтор сборника «Венок И. П. Котляревскому» (1969), составитель и соавтор сборника «Венок Н. В. Гоголю» (1984).
Роман Бориса Левина «В доме врага своего» (1996, издательство «Полтава») — о последних годах жизни Николая Гоголя. Роман «Великий праведник» (2001, Полтава, издательство «Дивосвіт») посвящён «полтавским» страницам жизни выдающегося мастера слова, общественного деятеля Владимира Галактионовича Короленко.

## Творчество
сборники рассказов:
- «Восходит солнце» (1948),
- «Золотые зерна» (1950),
- «Егорка» (1956),
- «В дороге» (1957),
- «Баклаги воды» (1958);

сборники повестей и рассказов:
- «Потерянными следами» (1958),
- «Возмездие»,
- «Когда человеку семнадцать» (обе — 1961),
- «Сердце не знает покоя» (1962),
- «Добрые люди» (1963),
- «Твои сыновья» (1969),
- «Роса на рябине» (1980);

повести:
- «В начале лета» (1957),
- «Ещё один шаг» (1964),
- «Тепло ранней осени» (1967).